# お笑い芸人マジック王座決定戦スペシャル
『お笑い芸人マジック王座決定戦スペシャル』（おわらいげいにんマジックおうざけっていせんスペシャル）は、フジテレビ系列で2008年から2009年までゴールデンタイム・プライムタイム（JST）に不定期放送されていたマジック番組。通称『マジック王座』『マジック王座決定戦』。主に、『カスペ!』枠で放送された。

## 概要
過去に『お笑い芸人歌がうまい王座決定戦スペシャル』『お笑い芸人親子で漫才王座決定戦スペシャル』と生んだ『お笑い芸人王座決定戦スペシャル』シリーズの第3作といえる。
人気お笑い芸人達が、普段やっているコント・漫才などに、この日のために猛練習したマジックを取り入れたネタで優勝を競うバラエティ番組。笑いとマジックの融合ネタが見られる唯一無二の番組だった。
2009年10月より司会のロンドンブーツ1号2号が『笑っていいとも!』（現在は降板）、更に2010年4月より田村淳が『知りたがり!』（現在は終了）に出演のため多忙となり、第2回を最後に放送休止状態となっている。

## 審査方法
- 1組目は演技終了後そのまま「暫定チャンピオン」扱いとなり、2組目からは演技終了後「暫定チャンピオン」（チャンピオンシートに座っている組）と「挑戦者」（先程演技をした組）どっちが良かったのかを審査する。
  - 「暫定チャンピオン」の勝ち - チャンピオンシートはそのまま維持。
  - 「挑戦者」の勝ち - チャンピオンシートは挑戦者に入れ替え。
  - これを数回行い、最終組時、最終組の前に座った「暫定チャンピオン」と最終組が優勝を争い、14点を上回った方が優勝となる。
- 審査員は9人、審査員1人につき3点の持ち点があり、赤と青の点数を振り分ける（赤3-青0、赤2-青1、赤1-青2、赤0-青3）。満点が27点と奇数の為、必ず勝敗がつくようになった（兄弟番組の『爆笑そっくりものまね紅白歌合戦スペシャル』、『お笑い芸人歌がうまい王座決定戦スペシャル』も同様の審査）。
- パターンは下記の4パターンである。

| パターン | ランプ | ランプ | ランプ |
| -------- | ------ | ------ | ------ |
| 赤3-青0  |        |        |        |
| 赤2-青1  |        |        |        |
| 赤1-青2  |        |        |        |
| 赤0-青3  |        |        |        |

## コーナー
マジックカーテン
- 第2回で行われたサブコーナー。当時ブームだった『爆笑レッドカーペット』のショートスタイルに乗っかり、同番組の常連出演芸人が1分間のマジックショートネタを次々と披露した。カーテンの開閉の度に芸人が入れ替わる演出だった。

## 放送日時
※視聴率は関東地区、ビデオリサーチ調べ。赤数字は最高視聴率、青数字は最低視聴率。
| 回数  | 放送日                  | 放送時間（JST） | 優勝者     | 視聴率 | 備考          |
| ----- | ----------------------- | --------------- | ---------- | ------ | ------------- |
| 第1回 | 2008年7月29日（火曜日） | 19:00 - 20:54   | ペナルティ | 11.9%  | 『カスペ!』枠 |
| 第2回 | 2009年3月10日（火曜日） | 19:00 - 20:54   | 品川庄司   | 11.4%  | 『カスペ!』枠 |

## 出演者

### 司会
- ロンドンブーツ1号2号
  - 田村淳
  - 田村亮

### アシスタント
- 高島彩（フジテレビアナウンサー）
- 中野美奈子（フジテレビアナウンサー）

## 出場者

### 第1回
- アンガールズ
- エド・はるみ
- オリエンタルラジオ
- 狩野英孝&ギャル曽根&小島よしお
- 次長課長
- 品川庄司
- たむらけんじ
- TKO
- ディラン&キャサリン
- ハリセンボン
- ペナルティ
- 山本高広&アントキの猪木

### 第2回
- アンガールズ
- オードリー&まえだまえだ
- オリエンタルラジオ&エド・はるみ
- 品川庄司
- ナイツ
- ハリセンボン
- フットボールアワー
- 柳原可奈子&ハイキングウォーキング

「マジックカーテン」出場者
- クールポコ
- ダイアン
- ダブルダッチ
- NON STYLE
- はんにゃ
- 我が家

## 審査員

### 第1回
- 青田典子
- 麻木久仁子
- 皆藤愛子
- 加藤夏希
- 高木美保
- 西川史子
- 原沙知絵
- 南明奈
- YOU

### 第2回
- 安倍なつみ
- 上原美優
- 皆藤愛子
- 黒谷友香
- 西山茉希
- 桃華絵里
- 森泉
- YOU

## スタッフ
- チーフプロデューサー - 清水宏泰
- プロデューサー - 石川綾一、鈴木正人（FCC）、立石邦博（FCC）
- 演出 - 萬匠祐基
- 制作著作 - フジテレビ